# Matthias Ginter
Matthias Lukas Ginter (* 19. ledna 1994 Freiburg im Breisgau) je německý profesionální fotbalista, který hraje na pozici středního obránce za německý klub SC Freiburg a za německý národní tým.

## Klubová kariéra
S profesionálním fotbalem začal v klubu SC Freiburg. Po MS 2014 v Brazílii přestoupil v červenci do Borussie Dortmund, kde podepsal pětiletou smlouvu. V červenci 2017 přestoupil za uváděných 17 milionů eur do jiného bundesligového celku Borussia Mönchengladbach.
Na hřišti Wolfsburgu (remíza 0:0) dne 14. února 2021 odehrál Ginter 250. utkání v rámci 1. Bundesligy.

## Reprezentační kariéra
Matthias Ginter reprezentoval Německo v mládežnických kategoriích U18, U19 a U21.
Trenér Horst Hrubesch jej nominoval na Mistrovství Evropy hráčů do 21 let 2015 konané v Praze, Olomouci a Uherském Hradišti.
Zúčastnil se LOH 2016 v brazilském Rio de Janeiru, kde Němci získali stříbrné medaile.
V A-týmu Německa debutoval 5. března 2014 pod trenérem Joachimem Löwem v přátelském utkání s Chile (výhra 1:0). Nastoupil v 89. minutě, čímž se stal 900. německým reprezentantem v historii.

### Mistrovství světa 2014
Trenér Joachim Löw jej vzal na Mistrovství světa 2014 v Brazílii. Němci postoupili ze základní skupiny G se 7 body z prvního místa po výhře 4:0 s Portugalskem, remíze 2:2 s Ghanou a výhrou 1:0 s USA. S týmem získal zlaté medaile. Na turnaji nezasáhl do žádného zápasu.

## Úspěchy

### Klubové
Borussia Dortmund
- 1× vítěz německého poháru DFB-Pokal – 2016/17
- 1× vítěz německého superpoháru DFL-Supercup – 2014

### Reprezentační
Německá reprezentace
- 1× vítěz Mistrovství světa – 2014 (zlatá medaile)
- 1× vítěz Konfederačního poháru – 2017 (zlatá medaile)

Německá reprezentace U23
- 1× poražený finalista na Letních olympijských hrách – 2016 (stříbrná medaile)

### Individuální
- Nejlepší jedenáctka sezóny Bundesligy podle kickeru – 2019/20,[17] 2020/21,[18] 2022/23[19]